# Michelle Thompson
Michelle Thompson es una deportista estadounidense que compitió en taekwondo. Ganó una medalla de plata en el Campeonato Mundial de Taekwondo de 1995 en la categoría de –51 kg.

## Palmarés internacional
| Campeonato Mundial | Campeonato Mundial | Campeonato Mundial | Campeonato Mundial |
| Año                | Lugar              | Medalla            | Categoría          |
| ------------------ | ------------------ | ------------------ | ------------------ |
| 1995               | Manila (Filipinas) | Medalla de plata   | –51 kg             |